# Джордж Френсіс Хоц
Джордж Френсіс Гоц молодший (англ. George Francis Hotz Jr.; також відомий під псевдонімами geohot чи mil; 2 жовтня 1989, Глен-Рок) — американський хакер, який став відомим завдяки зняттю блокування з смартфона iPhone, що дозволило використовувати його з іншими операторами стільникового зв'язку, крім AT&T. Крім того, знаменитий взломом Sony PlayStation 3 і наступним після цього судовим позовом з боку компанії Sony.

## Біографія
Гоц виріс в місті Глен-Рок в сім'ї Мері Мінічелло і Джорджа Гоца.

### ВзломiPhone

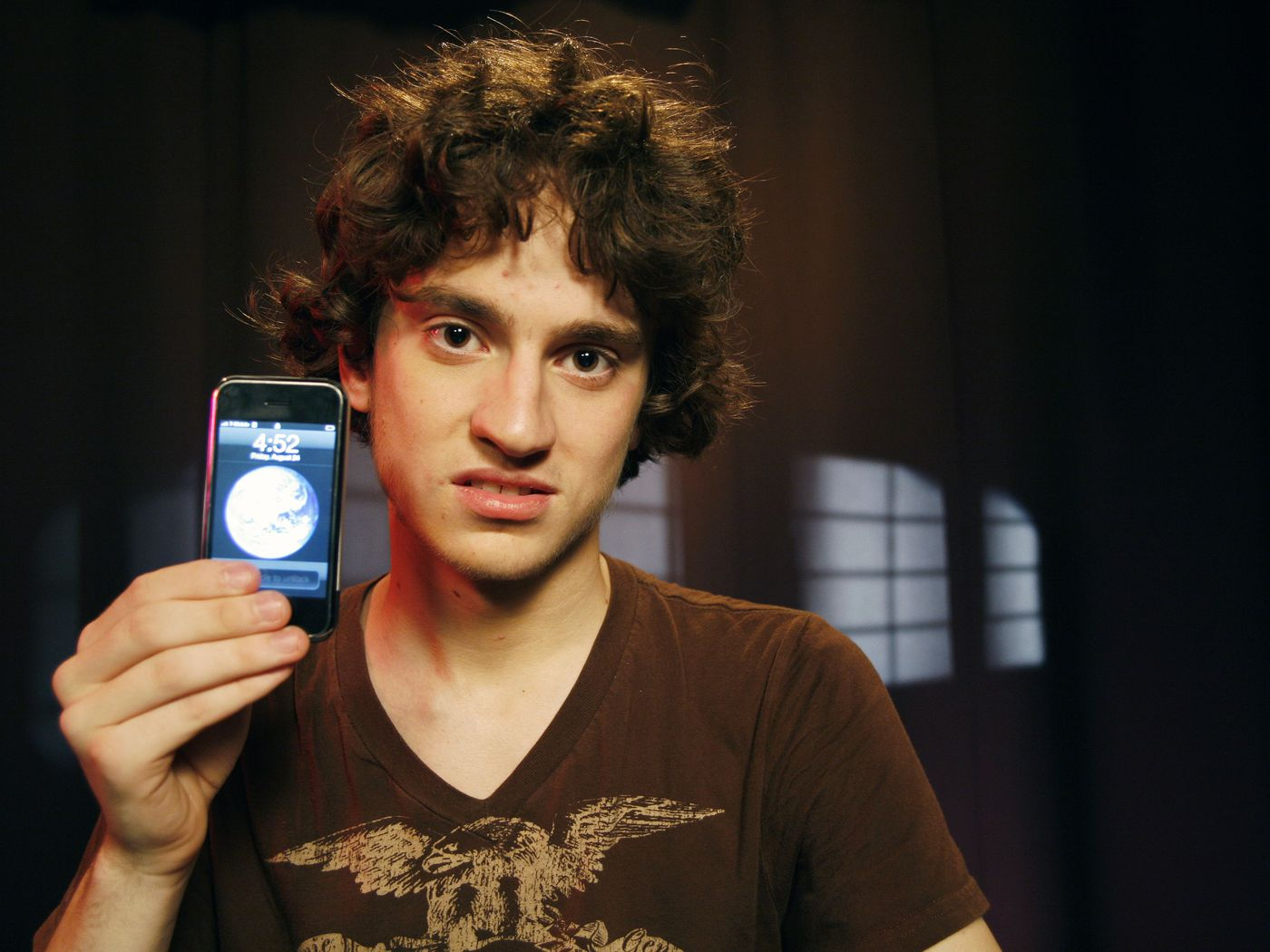

Влітку 2007 року Apple випустила iPhone разом з прив'язкою до оператора стільникового зв'язку AT&T. Джордж Гоц в цей час був абонентом T-Mobile, тому вирішив зламати телефон.
Гоц скористався викруткою Phillips, щоб відкрутити два гвинти на задній панелі телефону. Після цього, за допомогою гітарного медіатора підчепив кришку корпусу і зняв її. Джордж припаяв до процесора передачі даних провід для забезпечення напруги і скремблював його код. На своєму комп'ютері він написав програму, яка дозволила його iPhone працювати в мережі будь-якого бездротового оператора.
Незабаром Гоц продав свій розблокований iPhone генеральному директору Certicell, отримавши натомість автомобіль Nissan 350Z 2007 року випуску і три нові телефони.

### Взлом Sony PlayStation 3
У квітні 2010 року з'явилася інформація про взлом ігрової консолі PlayStation 3. Джордж Гоц розголошувати метод злому не став, щоб Sony не знайшла вразливе місце і не ліквідувала бекдор. Вже влітку 2010 року з'явилася спеціальна флеш-карта, яка, ламала систему Playstation 3. Дана USB-флешка дозволяла переписувати в пам'ять консолі перезавантаженні дані з носія. З її допомогою можна було встановлювати PKG файли без спеціального цифрового підпису Sony. Фахівці Sony усунули таку вразливість.
В кінці 2010 року команда хакерів fail0verflow показала, як за допомогою простих операцій змусити консоль видавати секретні ключі для підпису додатків. У самому початку 2011 року команда виклала свої інструменти в Інтернет, а вже через кілька годин Гоц за допомогою них отримав головний ключ, що надає майже повний контроль над консоллю. Компанія Sony звинуватила Гоца в комп'ютерних злочинах і в порушенні закону про авторське право.

### Розробка безпілотного автомобіля
У жовтні 2015 Джордж Гоц в своєму гаражі розпочав самостійно розробляти систему автопілота на базі автомобіля Acura ILX, процесорної плати Intel NUC, двох GPS-модулів, лазерного радара і шести камер від смартфонів. Загальна ціна за вказане обладнання склала близько $1000. За словами Гоца перевагою написаної ним програми автопілота з двох тисяч рядків коду стало самонавчання, що дозволяє системі освоювати навички водіння на основі практичного водійського досвіду на відміну від інших аналогів, що містять значно більший за розміром код і описують численні дорожні ситуації зумовленими алгоритмами. Перший створений автомобіль під керуванням розробленої Гоцом системи автопілота пройшов кілька успішних випробувань в 2016 році.

## Кар'єра
Попри те, що він отримував суттєвий прибуток від пожертвувань, Гоц також працював на Facebook і Google.
27 червня 2011 року незалежний репортер ZDNet Еміл Проталінські повідомив, що, за словами представника Facebook, компанія найняла Гоца на ще невизначену посаду. Однак, згідно з статтею CNET, він фактично був задіяний до роботи компанії з травня, що було підтверджено Facebook. У січні 2012 року повідомлялось, що Гоц вже не працює на Facebook.
16 липня 2014 року компанія Google залучила Гоца до роботи у своїй команді аудиту програмного забезпечення з назвою Project Zero, яка «сподівається знайти нульову вразливість перед тим, як це зробить АНБ». Гоц працював в Project Zero протягом 5 місяців, де він розробив Qira — програму з відкритим кодом для динамічного аналізу прикладних файлів.
У січні 2015 року Vicarious.com найняв Гоца для розробки алгоритмів AI, де він працював 7 місяців.

## Інші види діяльності та визнання
Гоц був фіналістом конкурсу ISEF в місті Портленд, штат Орегон, з його проєктом «Картографічний робот». Гоц був фіналістом конкурсу ISEF 2005 з його проєктом «Googler». Постійно працюючи з роботами, Гоц змагався у дуже успішній команді бойових ударів Titanium Knights у своїй школі.
Гоц брав участь у Міжнародному науково-технічному ярмарку Intel 2007 року, науковому конкурсі для учнів середніх шкіл, де його 3D-проєкт з зображенням під назвою «Я хочу Холодека» отримав нагороди та премії в декількох категоріях, включаючи стипендію у розмірі 20 000 доларів США. Він вирушив до Швеції, щоб розповісти про проєкт на Стокгольмському міжнародному молодіжному семінарі.
Хоц отримав значну увагу в ЗМІ, включаючи інтерв'ю на Today Show, Fox, CNN, NBC, CBS, G4, ABC, CNBC та статті в декількох журналах, газетах та вебсайтах, у тому числі Forbes, та BBC.